# Evolvulus nummularius
Evolvulus nummularius är en vindeväxtart som först beskrevs av Carl von Linné, och fick sitt nu gällande namn av Carl von Linné. Evolvulus nummularius ingår i släktet Evolvulus och familjen vindeväxter. Inga underarter finns listade i Catalogue of Life.